# Raad van State van het Koninkrijk
De Raad van State van het Koninkrijk bestaat sinds 1954 uit de Nederlandse Raad van State zoals geregeld in de grondwet, uitgebreid met door de koning benoemde leden namens Aruba, Curaçao en Sint Maarten (op verzoek van de regering van het betrokken land). Het is een adviesorgaan van de koninkrijksregering. De advisering richt zich uitsluitend op aangelegenheden van het Koninkrijk die tevens Aruba, Curaçao en Sint Maarten raken of worden geacht te raken, zoals bepaald door het Statuut voor het Koninkrijk der Nederlanden.

## Geschiedenis
In het periode van de interim-regeling voor de Nederlandse Antillen (1937-1954) werd bepaald dat een staatsraad in buitengewone dienst voor de Nederlandse Antillen aan de Raad van State benoemd wordt. De Nederlands-Antilliaanse staatsraad had geen permanente zitting in dit adviesorgaan, maar werd "uitdrukkelijk" opgeroepen wanneer het aangelegenheden van zijn ressort betrof. Prof. G.A. van Poelje, Nederlandse staatsraad van 1945 tot 1958, vervulde enige tijd deze rol. 
Met ingang van het Statuut voor het Koninkrijk der Nederlanden in 1954 werd voorzien in de uitbreiding van de leden van de Raad van State met een staatsraad namens de Nederlandse Antillen. Met de afscheiding van Aruba en de ontmanteling van de Nederlandse Antillen werd het aantal staatsraden gebracht op drie: een lid elk voor de autonome landen Aruba, Curaçao en Sint Maarten. Indien de regering van Aruba, Curaçao of Sint Maarten, de wens daartoe te kennen geeft, benoemt de koning in overeenstemming met het betrokken land een staatsraad. Ontslag geschiedt na overleg met de regering van het betrokken land. De staatsraden voor Aruba, Curaçao en Sint Maarten moeten een vaste woonplaats binnen Nederland hebben.

## Werkzaamheden
De staatsraden voor Aruba, Curaçao en Sint Maarten nemen deel aan de werkzaamheden van de afdeling advisering van de Raad van State ingeval deze gehoord wordt over ontwerpen van rijkswetten, algemene maatregelen van rijksbestuur en rijksverdragen, die in Aruba, Curaçao of Sint Maarten, zullen gelden. Andere aangelegenheden die ook Aruba, Curaçao of Sint Maarten kunnen raken zijn voorstellen tot verandering in de Nederlandse grondwet, defensie, buitenlandse betrekkingen en voorstellen tot naturalisatie. Bij de voorbereiding door de afdeling bestuursrechtspraak van de Raad van State van het Koninkrijk van adviezen op grond van artikelen 21 en 22 van hetzij het reglement voor de Gouverneur van Aruba, het reglement voor de Gouverneur van Curaçao of het reglement voor de Gouverneur van Sint Maarten, wordt het Arubaanse, Curaçaose of Sint Maartense lid aan de afdeling toegevoegd.

## Staatsraden voor de Caraïbische landen van het Koninkrijk
Land: Nederlandse Antillen (vanaf 1954 tot 10 oktober 2010)
- 1954-1958: vacant
- april-juni 1958: Cola Debrot (toenmalige wnd. gevolmachtigd minister van de Nederlandse Antillen)
- 1958-1987: vacant
- 1987-1993: Ben Leito
- 1994-2007: Gilbert Wawoe
- 2007-2010: Maarten Ellis

Land: Aruba (vanaf 1 januari 1986)
- 1986-2000: vacant[7]
- 2000-2004: Hans van der Griendt
- 2006-2014: Hubert Maduro
- 2014-2016: Mito Croes
- 2017-2023: Milly Schwengle
- vanaf 2024: Andy Lee[8]

Land: Curaçao (vanaf 10 oktober 2010)
- 2010-2011: Maarten Ellis[9]
- 2011-2015: Rob Vornis
- 2015-2018: vacant [10]
- 2018-heden: Paul Comenencia

Land: Sint Maarten (vanaf 10 oktober 2010)
- 2011-2013: Dennis Richardson[9]
- 2013-2018: vacant[10]
- 2018-heden: Maria van der Sluijs-Plantz